# Pineta di San Marco
La pineta di San Marco è situata nel comune di Aquileia sulla costa affacciata nella laguna di Grado. La zona rappresenta un relitto degli antichi sistemi di dune sabbiose litoranee oggi completamente spianate in seguito alle bonifiche.
Il bosco, costituito da piante sempreverdi come pino domestico e pino nero, è un rarissimo residuo delle antiche pinete che ricoprivano in tempi antichi queste terre.

## Flora
Sono presenti molte specie termofile che prediligono gli ambienti caldi quali la roverella, l'orniello, il ginepro, il viburno, il caprifoglio e la clematide.
Le aree prative sono dominate da graminacee quali la trebbia maggiore e sono presenti molte orchidacee come Anacamptis morio, Ophrys holosericea e Cephalanthera longifolia a sottolineare l'elevato grado di naturalità del sito.

## Fauna
L'area non è popolata da particolari specie di animali pur tuttavia rappresenta un'oasi di rifugio soprattutto per la lepre ed il fagiano.

## Chiesetta di San Marco
Sulla sommità della duna più alta sorge una chiesetta a pianta ottagonale dedicata all'evangelista: la leggenda locale vuole che san Marco fosse sbarcato proprio in questo luogo, per proseguire verso Aquileia.
La chiesetta fu edificata nel 1747 dal marchese Francesco Savorgnan sui resti di un precedente edificio di culto.
Sul retro vi è un piccolo cimitero ad uso della comunità di Belvedere di Aquileia.